# IZY
Az IZY egy diszkont ("fapados") nagysebességű vasúti szolgáltatás volt, a Thalys márka kiegészítője. A szolgáltatás 2016-ban indult azzal a céllal, hogy olcsó utazási lehetőséget biztosítson Párizs és Brüsszel között.
A szolgáltatást 2016. március 1-én jelentették be, az első járat 2016. április 3-án indult el, és 2022. július 10-én szűnt meg.

## Járművek
Az IZY két TGV Réseau (4521 és 4551) szerelvényt használt a szolgáltatáshoz, melyek háromáramneműek, és magukon viselték a cég arculati elemeit. Többek között fehér-zöld külső színt és zöld színű üléskárpitokat kaptak.

## Állomások
Az IZY járatok az alábbi két állomást szolgálták ki:
- Déli pályaudvar (Brüsszel)
- Paris Gare du Nord